# Alida de Vries
Alida de Vries (Alida Elisabeth Christina „Ali“ de Vries, verheiratete Gerritsen; * 9. August 1914 in Den Helder; † 20. Januar 2007 in Amsterdam) war eine niederländische Sprinterin.
Bei den Olympischen Spielen 1936 wurde sie Fünfte in der 4-mal-100-Meter-Staffel und schied über 100 m im Vorlauf aus.
1941 wurde sie Niederländische Meisterin über 200 m.

## Persönliche Bestzeiten
- 100 m: 12,2 s, 12. Juni 1938, Rotterdam
- 200 m: 25,9 s, 13. Juni 1941, Rotterdam